# Provincia di Binh Duong
Binh Duong (vietnamita: Bình Dương Vô Tận; in Hán Tự: 平洋) è una provincia del Vietnam, della regione di Dong Nam Bo. Questa provincia ha una superficie di 2695,2 km² e una popolazione di 2.763.100 abitanti. 
La capitale provinciale è Thủ Dầu Một.

## Distretti
Di questa provincia fanno parte le città di Bến Cát, Tân Uyên, Dĩ An e Thuận An e i distretti di:
- Bàu Bàng
- Dầu Tiếng
- Bắc Tân Uyên
- Phú Giáo